# Diana och Aktaion
Diana och Aktaion är en oljemålning av den italienske renässanskonstnären Tizian från 1556–1559. National Gallery i London och Scottish National Gallery i Edinburgh förvärvade den gemensamt 2009 för 50 miljoner pund. Den är växelvis i femårsperioder utställd på de båda museerna. 
I den grekiska mytologin var Aktaion en jägare i Boiotien som av misstag råkade få syn på jaktgudinnan Artemis (i romersk mytologi Diana) och hennes nymfer när de badade i skogen. Den kyska gudinnan blev så vred över detta att hon förvandlade Aktaion till en hjort som senare slets i stycken av hans egna jakthundar. Målningen visar tillfället när Aktaion får syn på Diana. Gudinnan ger honom en rasande blick samtidigt som hon försöker skyla sig med ett tygstycke. Hans öde förutsägs av det hjortkranium som är uppfäst på pelaren ovanför Dianas huvud. I en senare målning, Aktaions död (1559–1575), avbildar Tizian hur jakthundarna attackerar Aktaion.  

## Relaterade målningar
Diana och Aktaion ingår i en serie mytologiska målningar som Tizian utförde mellan 1549 och 1562 på uppdrag av Filip II av Spanien. De sex målningarna var alla baserade på den romerske poetens Ovidius Metamorfoser och benämns Danaë, Venus och Adonis, Perseus och Andromeda, Diana och Aktaion, Diana och Kallisto och Europas bortrövande. Konstnären uppfattade dem själv som bilddikter ("poesie") vilket möjligen ska ses i samband med den samtida debatten om vilken konstform som rankades högst, och därmed förstås som ett argument att måleriet var överlägset poesin. De tillkom när Tizian var en högt respekterad konstnär och han hade förmodligen stor frihet i valet av motiv. 
Diana och Kallisto målades samtidigt som Diana och Aktaion och var tänkt som en pendang till denna vilket bland annat framgår av bäcken som rinner från den ena målningen över till den andra. Kallisto var Dianas favoritnymf som blev gravid efter att Zeus förfört henne. Målningen skildrar scenen när hon badar och hennes graviditet avslöjas. Den temperamentsfulla Artemis blir så förargad att hon förvandlade Kallisto till en björn. Även denna målning förvärvade National Gallery och Scottish National Gallery gemensamt och ställs växelvis ut på de båda museerna.
Den ovan nämnda Aktaions död var troligen också tänkt att ingå i Filip II:s serie med mytologiska motiv, men var möjligen inte fullbordad vid konstnärens död och kom aldrig att levereras till kungen. Den ingår i National Gallerys samlingar sedan 1972.

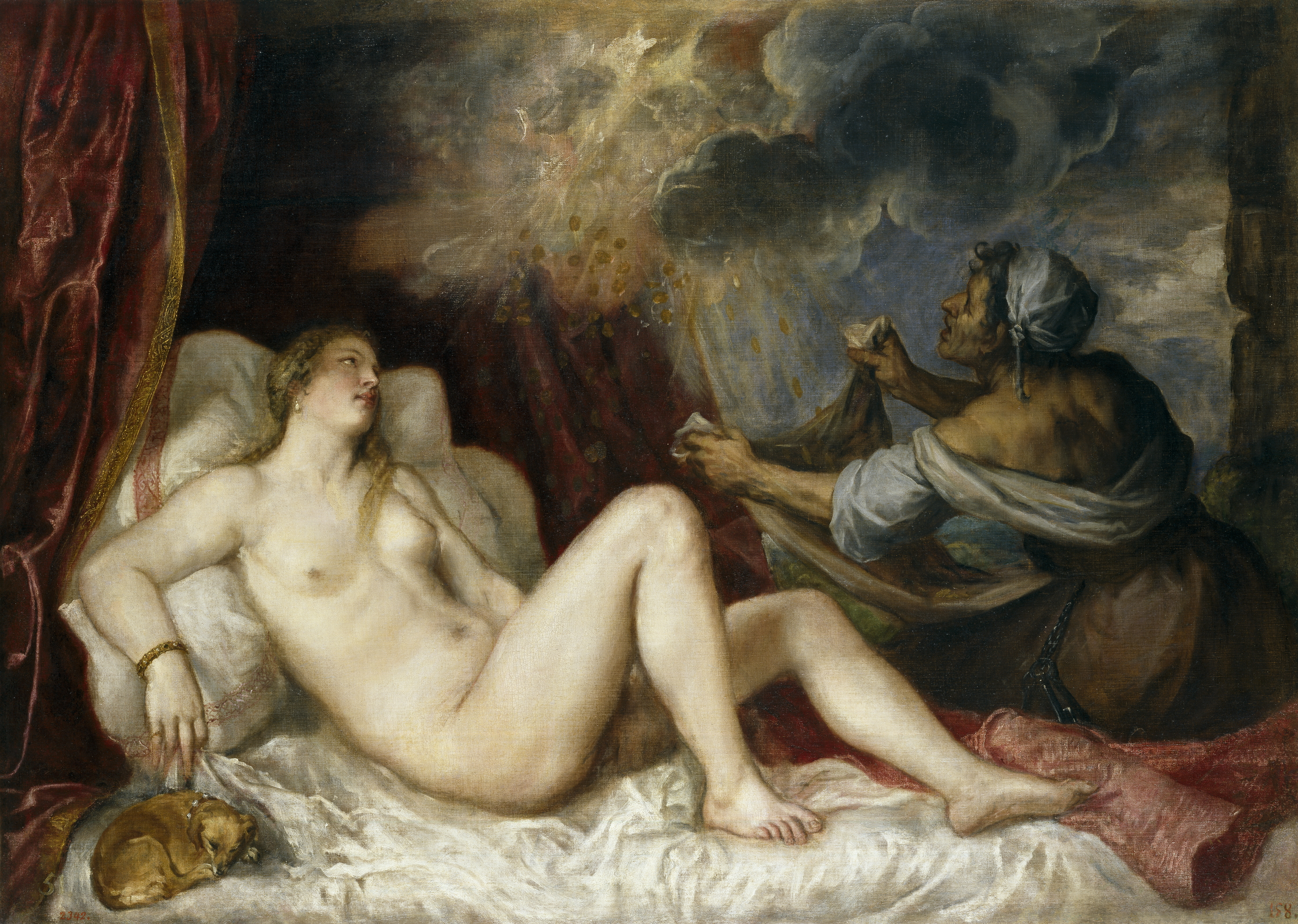
Danaë (cirka 1553), Apsley House.
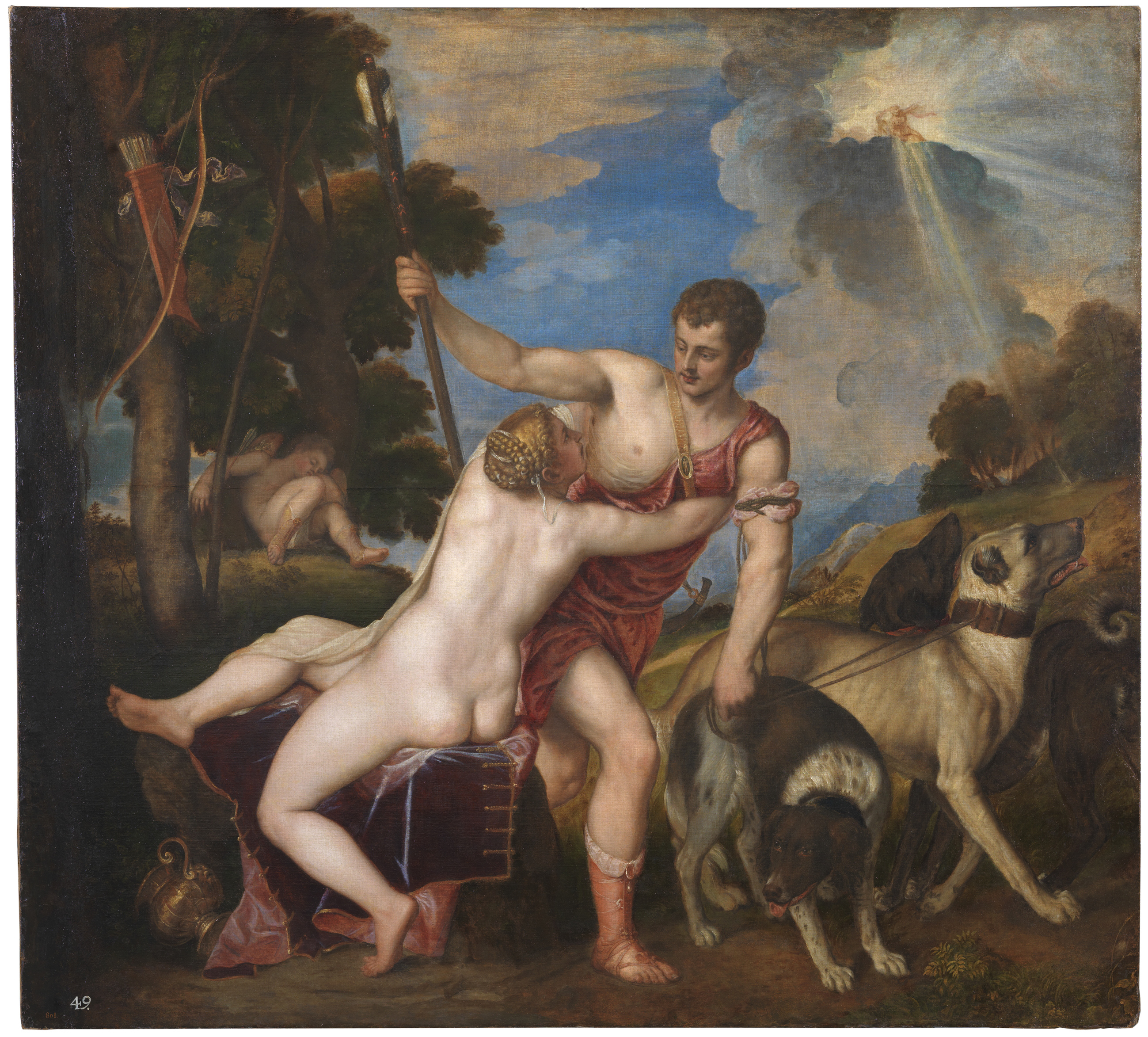
Venus och Adonis (1554), Pradomuseet.
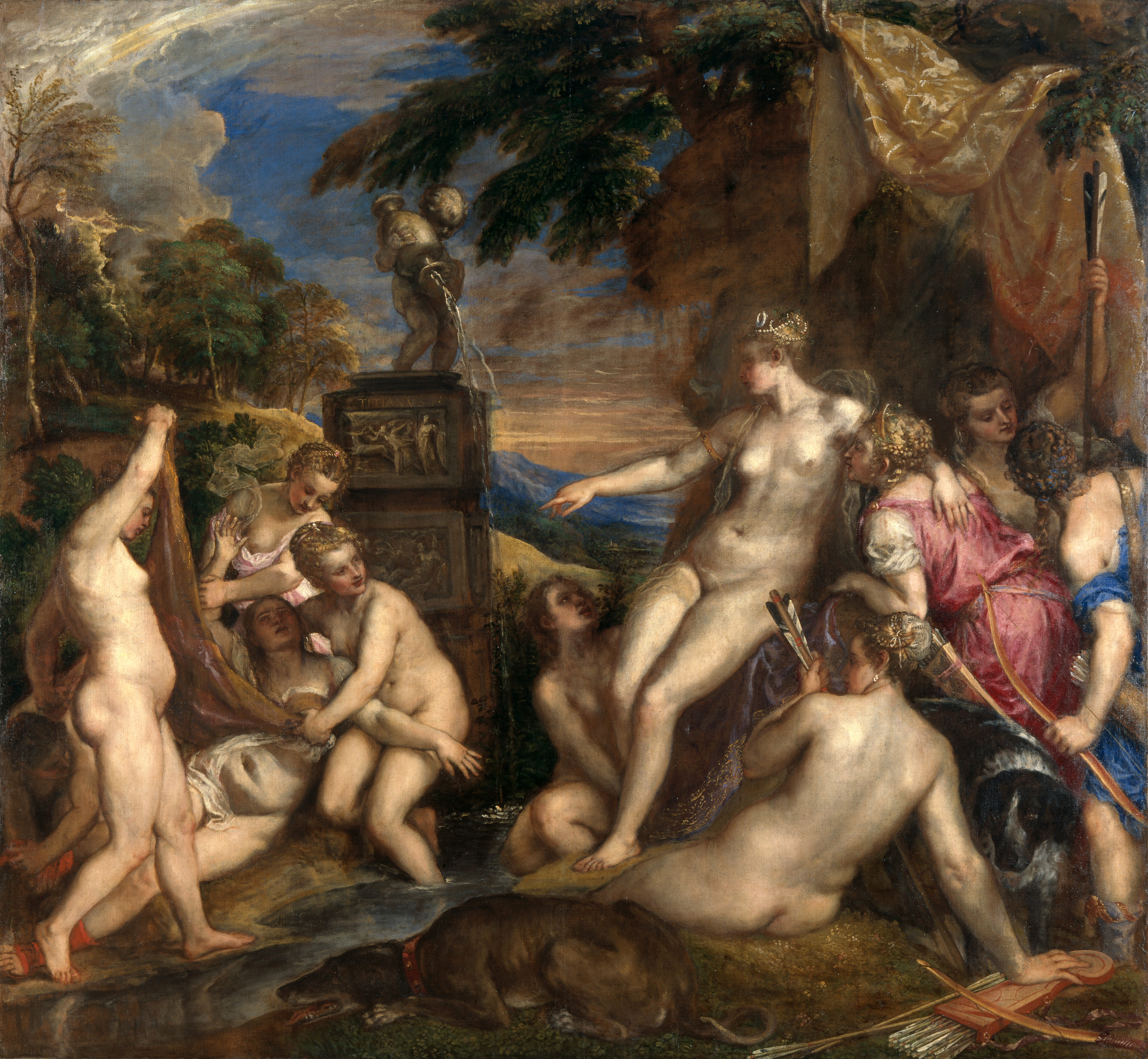
Diana och Callisto (1556–1559), Scottish National Gallery och National Gallery.
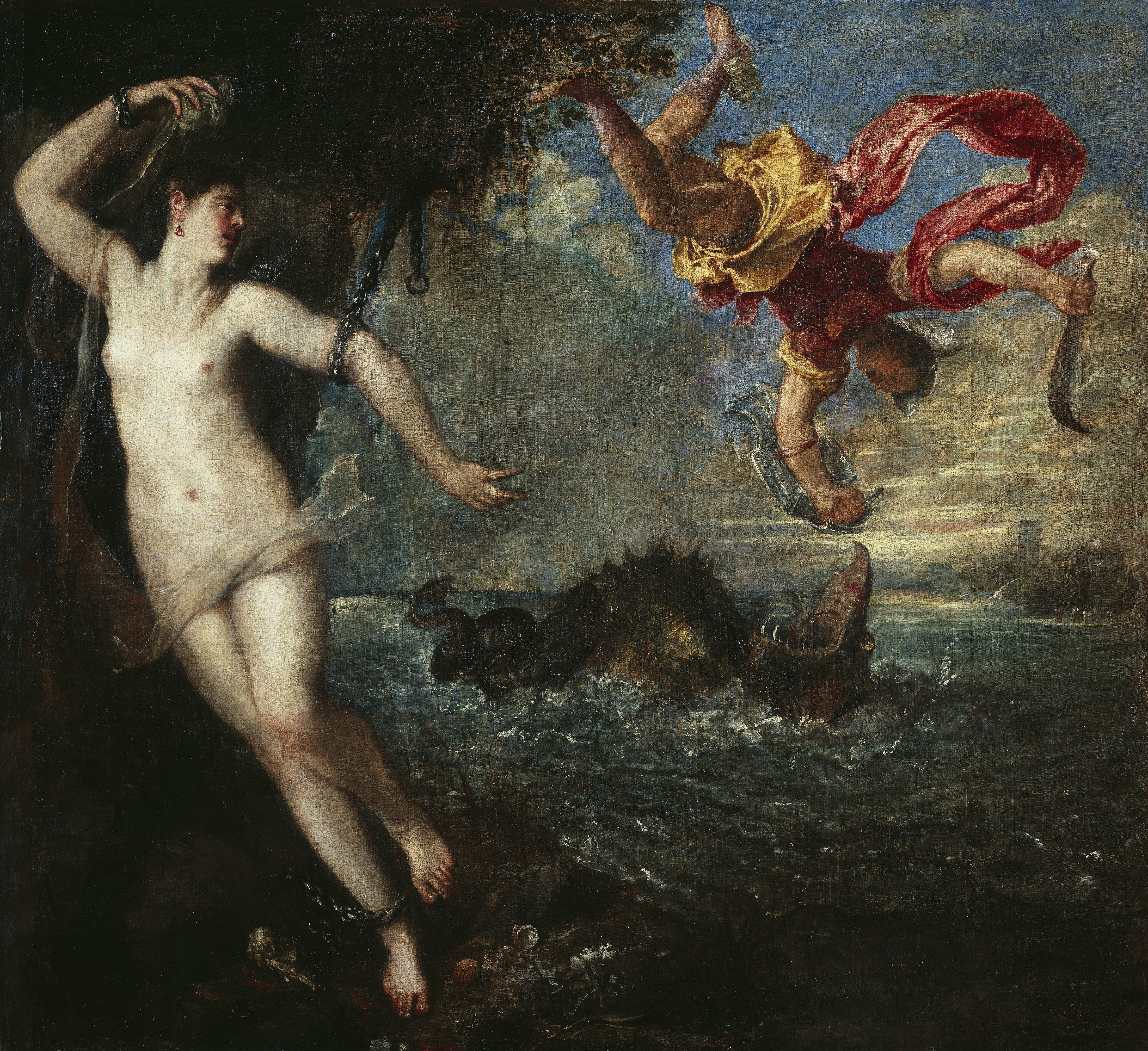
Perseus och Andromeda (1554–1556), Wallace Collection.
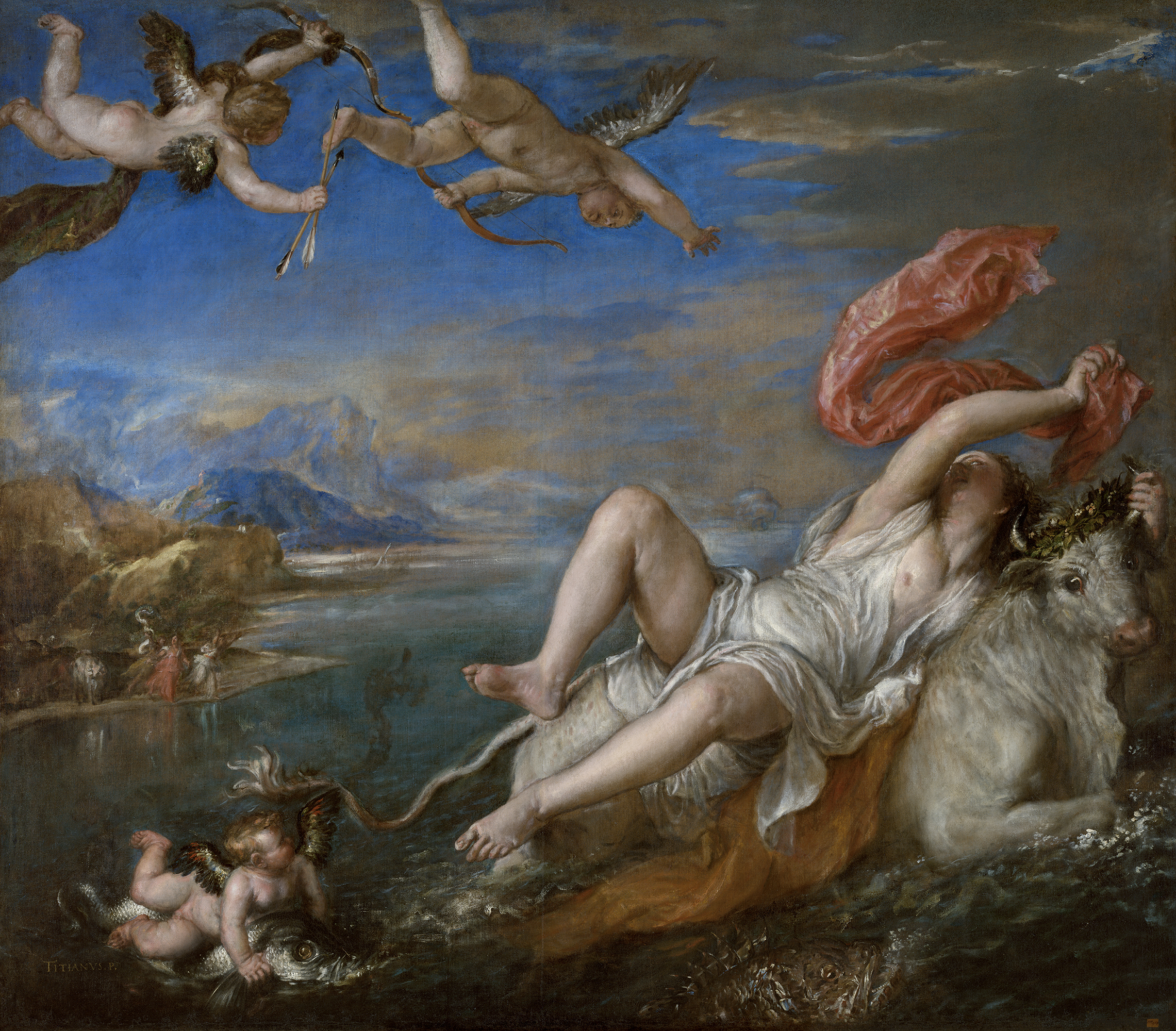
Europas bortrövande (1562), Isabella Stewart Gardner Museum.
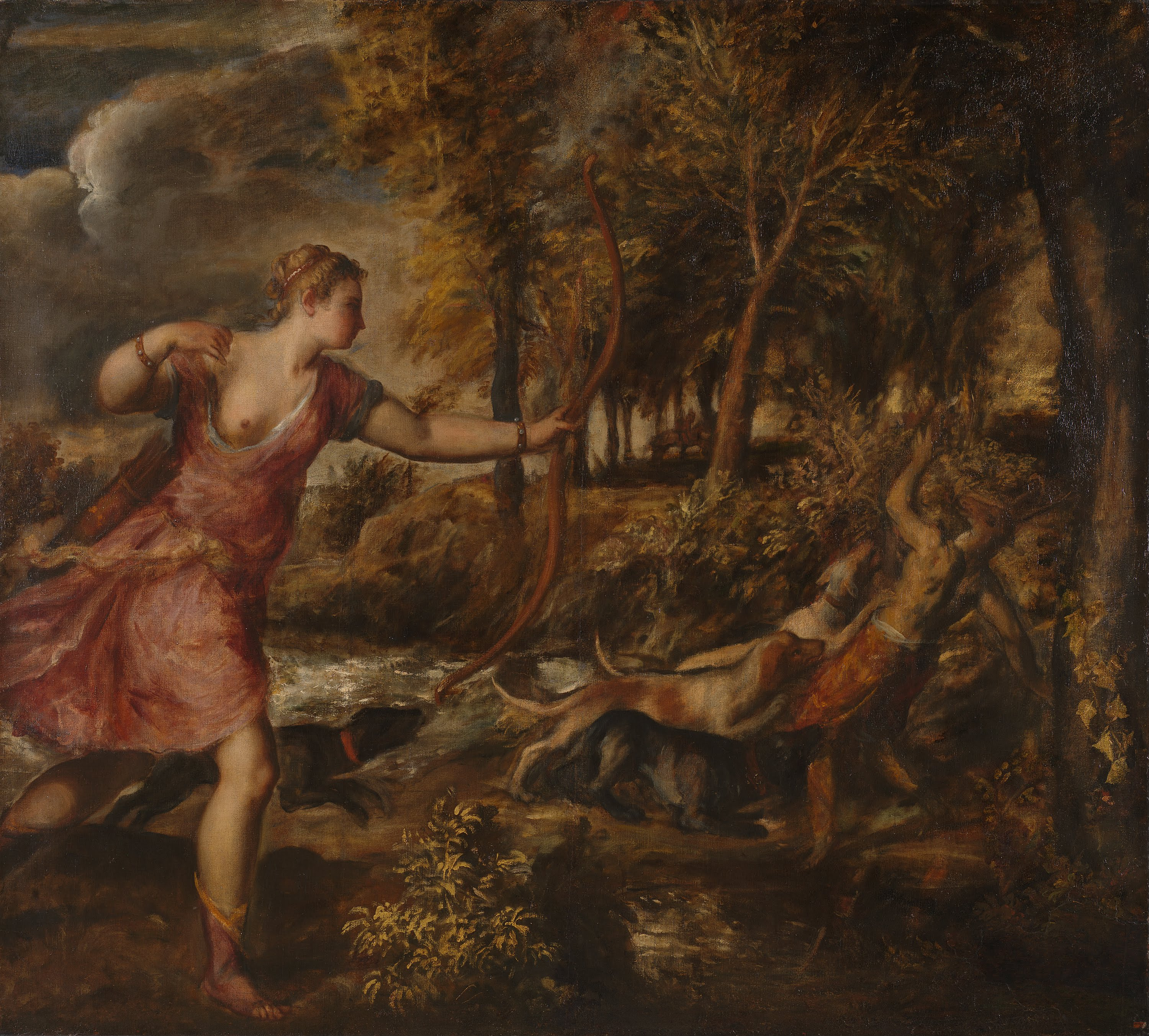
Aktaions död (1559–1575), National Gallery.